# 蘇瓦松王國
蘇瓦松王國是西罗马帝国在高卢北部塞纳河和索姆河之间的残存国家，该政权存在25年的时间。政权的领袖，尤其是末任统治者被周围的日耳曼部落称为“罗马人的国王”，而该政权则被历史学家都尔的额我略称为为“罗马人的王国”。486年，夏克立乌斯被克洛维一世击败，苏瓦松王国被法兰克人征服。